# Leszczyce
Leszczyce – osada w Polsce, położona w województwie kujawsko-pomorskim, w powiecie inowrocławskim, w gminie Pakość.
W latach 1975–1998 miejscowość administracyjnie należała do województwa bydgoskiego.